# Molecular and Cellular Biology
Molecular and Cellular Biology (Sinh học Phân tử và Tế bào) là một tập san khoa học đã được thẩm định (peer review), do Hội Vi sinh vật học Hoa Kỳ xuất bản hai tháng một lần.